# Biographisches Lexikon für Schleswig-Holstein und Lübeck
Das Biographische Lexikon für Schleswig-Holstein und Lübeck (SHBL) ist eine abgeschlossene wissenschaftliche Regionalbiographie in 13 Bänden, die von 1970 bis 2011 im Wachholtz Verlag in Neumünster erschien. Die Bände 1 bis 5 erschienen unter dem Titel Schleswig-holsteinisches biographisches Lexikon. Der erste Herausgeber war Olaf Klose.
Die von der Schleswig-Holsteinischen Landesbibliothek unter Mitwirkung der Gesellschaft für Schleswig-Holsteinische Geschichte und des Vereins für Lübeckische Geschichte und Altertumskunde herausgegebene Regionalbiographie umfasst 1801 Personen und Familien aus Schleswig-Holstein mit den ehemaligen Teilen Altona und Nordschleswig sowie Lübeck, das erst 1937 zu Schleswig-Holstein kam.
Überdeckungen bestehen insbesondere für in Altona und Wandsbek bedeutende Personen mit der Hamburgischen Biografie, dem Biographischen Handbuch zur Geschichte des Landes Oldenburg für den Eutiner Raum, naturgemäß auch mit dem dänischen Dansk biografisk leksikon und weiteren dänischen Biographiesammlungen sowie dem Biographischen Lexikon für Mecklenburg.
Viele der im SHBL enthaltenen Biographien aus Lübeck erschienen auch separat in zwei Bänden als Lübecker Lebensläufe (1993, Nachdruck 2009) und Neue Lübecker Lebensläufe (2009). Biographien von Persönlichkeiten aus Kiel wurden in dem Band Kieler Lebensläufe aus sechs Jahrhunderten (hrsg. von Hans-F. Rothert, Neumünster 2006) zusammengefasst.
Seit Juli 2020 ist der komplette Textbestand des Lexikons (ohne die Abbildungen) auf der Website des Wachholtz-Verlags im Rahmen des OpenAccess-Programms als PDF online und kann kostenlos heruntergeladen werden. 

## Ausgaben
- Schleswig-holsteinisches biographisches Lexikon. Wachholtz, Neumünster 1970–1979.
  - Bd. 1. 1970, ISBN 3-529-02641-7.
  - Bd. 2. 1971, ISBN 3-529-02642-5.
  - Bd. 3. 1974, ISBN 3-529-02643-3.
  - Bd. 4. 1976, ISBN 3-529-02644-1.
  - Bd. 5. 1979, ISBN 3-529-02645-X.

- Biographisches Lexikon für Schleswig-Holstein und Lübeck. Wachholtz, Neumünster 1982–2011.
  - Bd. 6. 1982, ISBN 3-529-02646-8.
  - Bd. 7. 1985, ISBN 3-529-02647-6.
  - Bd. 8. 1987, ISBN 3-529-02648-4.
  - Bd. 9. 1991, ISBN 3-529-02649-2.
  - Bd. 10. 1994, ISBN 3-529-02650-6.
  - Bd. 11. 2000, ISBN 3-529-02640-9.
  - Bd. 12. 2006, ISBN 3-529-02560-7.
  - Bd. 13. 2011, ISBN 978-3-529-02561-7.

- BioLex Digital. Biographisches Lexikon für Schleswig-Holstein und Lübeck. Wachholtz, Neumünster 2020 (PDF, 34,3 MB).